# Monumento Shaw
Il monumento Shaw (in inglese Shaw Monument), anche noto come Shaw Tower, si trova ad Prestwick, città nell'area amministrativa dell'Ayrshire Meridionale, in Scozia (Regno Unito). Si tratta di un capriccio architettonico e la sua costruzione risale alla fine del XVIII secolo.

## Storia

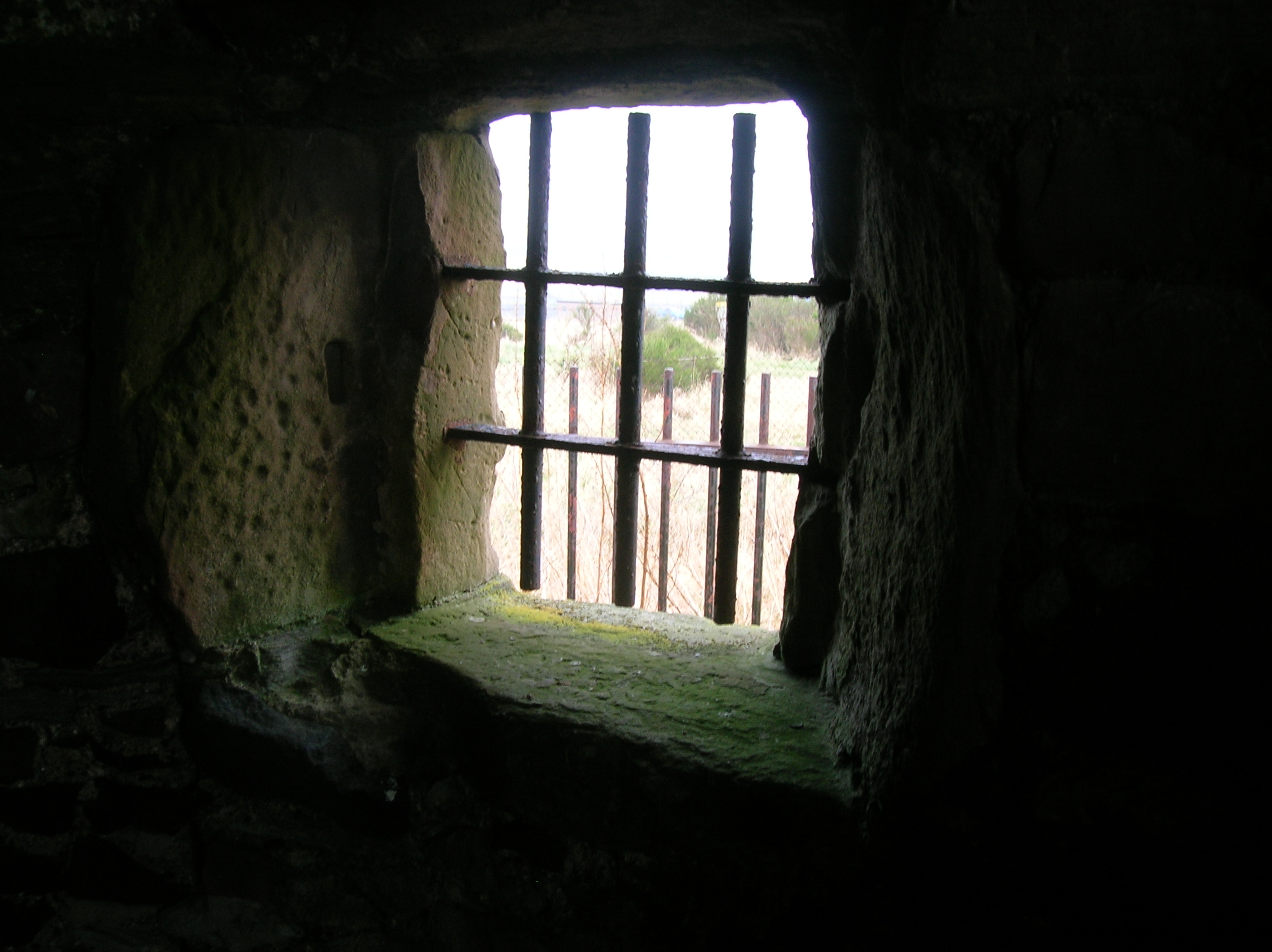
Vista dall'interno del monumento Shaw.

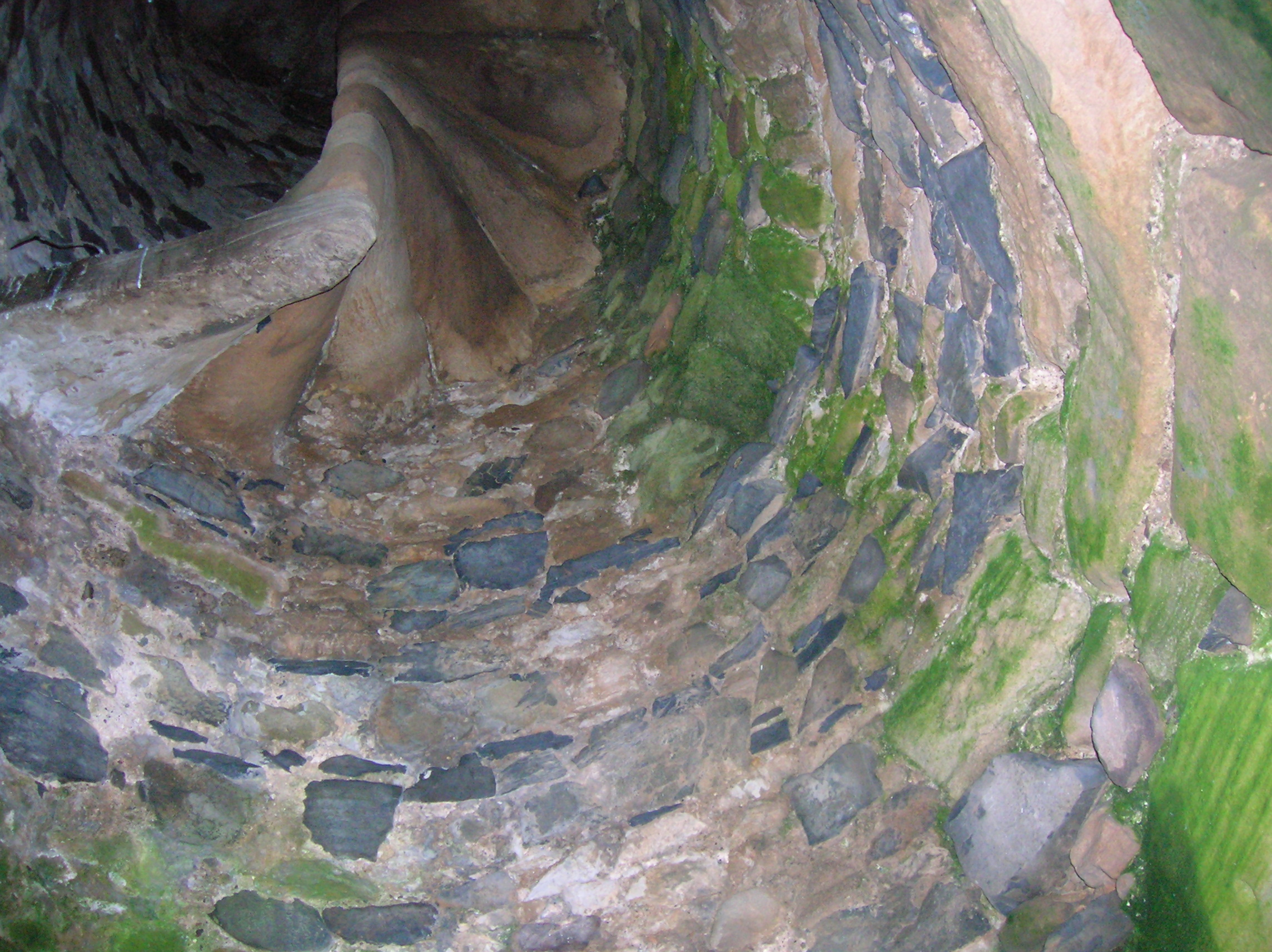
Interno con la scala a chiocciola parzialmente crollata.

Il monumento Shaw fu probabilmente costruito nel XVIII secolo da J. F. W. Plascott, allora ricco possidente terriero (in inglese Laird) che disponeva anche dell'area di Shaw. Questi era un appassionato falconiere e probabilmente fece edificare la torre per poter seguire questo sport anche durante la sua vecchiaia.

## Descrizione
Il monumento Shaw si trova ad Prestwick, città nell'area amministrativa dell'Ayrshire Meridionale in Scozia, Regno Unito. La struttura si trova a brevissima distanza dall'aeroporto di Prestwick e si presenta come una torre circolare snella e poco imponente alta circa 20 metri, in muratura. Si tratta di un tipico capriccio architettonico del XVIII secolo. La scala a chiocciola interna è parzialmente scomparsa e non c'è più la piattaforma panoramica in alto. Il monumento si trova su un terreno in salita e non ha accesso pubblico essendo inagibile.

### Monumento classificato come edificio storico
Il Town and Country Planning ha indicato il monumento Shaw come monumento classificato di categoria B.